# 2-Heptin
2-Heptin ist eine chemische Verbindung aus der Gruppe der Alkine, genauer aus der Gruppe der Heptine.
Isomere der Verbindung sind unter anderem 1-Heptin und 3-Heptin.

## Reaktivität
2-Heptin findet hauptsächlich als Reagens in der organischen Chemie einsatz. Beispielsweise wurde es in Retro-Diels-Alder-Reaktionen oder palladiumkatalysierten Multikomponentenreaktionen eingesetzt. Die Umsetzung von 2-Heptin mit Butyllithium führt zu Bildung eines lithiierten Allens.